# Комната разочарований
«Комната разочарований» (англ. The Disappointments Room) — американский фильм ужасов 2016 года, снятый Ди Джеем Карузо. Главную роль в фильме исполнила Кейт Бекинсейл.
Мировая премьера состоялась 9 сентября 2016 года. В России премьера состоялась 9 декабря 2016 года.

## Сюжет
Архитектор Дана Барроу (Кейт Бекинсейл) вместе с мужем Дэвидом и пятилетним сыном Лукасом переезжает из Бруклина на старинное поместье Блэкеров в сельской местности Северной Каролины. Этот некогда роскошный дом оставался заброшенным со времён смерти его первых владельцев в XIX веке. Сразу после переезда Дану начинают преследовать тревожные видения и кошмары о загадочной немецкой овчарке и окровавленном Лукасе. Она находит самодельную надгробную плиту на территории и обнаруживает комнату, не обозначенную в чертежах: дверь в неё закрыта большим комодом. Пара отодвигает мебель, обнаруживая запертую дверь, и Дана находит ключ на дверной раме. Войдя в комнату, она видит видение девочки, которую мучает её отец вместе со своей овчаркой. Дана не выдерживает и переживает нервный срыв.
Позже выясняется, что у пары была ещё одна дочь, Кэтрин, которая умерла год назад.
Потрясённая случившимся, Дана начинает исследовать историю дома и узнаёт о его владельце, судье Эрнесте Блэкере, и его дочери Лоре, которая умерла в тот же день, когда родилась Кэтрин, 5 июля. Местный историк по имени Джудит рассказывает Дане, что у семьи Блэкер была комната для «разочарований» на чердаке, где знатные семьи прятали своих детей с физическими или умственными отклонениями. Продолжая исследование, Дана начинает терять связь с реальностью, перестаёт принимать лекарства и начинает видеть пугающие видения Лоры, судьи Блэкера и его собаки, а её поведение становится всё более странным. Она находит спрятанный портрет судьи Блэкера и его жены и сжигает его.
Во время празднования, организованного Дэвидом и их друзьями в честь дня рождения Кэтрин, Дана нанимает местного разнорабочего Бена Филипса, чтобы выкопать могилу во дворе. Призрак судьи Блэкера убивает Бена лопатой, и Дана находит его тело, висящее над разрытой могилой. На дне могилы лежат деформированные останки Лоры. Поднявшись на чердак, она обнаруживает, что портреты, которые она сожгла, снова целы. Войдя в комнату «разочарований», Дана видит, как судья Блэкер убивает Лору молотком, в то время как его жена тщетно пытается остановить его. Собака Блэкера нападает на Дану; она ломает собаке шею и останавливает судью, когда он пытается убить её сына, ударив его молотком. После этого призрак Лоры наконец освобождается, выбегает из дома и исчезает. Дэвид вбегает в комнату и видит, как Дана в исступлении бьёт по кровати, на которой лежит Лукас. Он забирает Лукаса в другую комнату, после чего возвращается к Дане, чтобы поговорить с ней.
Успокоившись, Дана вспоминает смерть Кэтрин: оказывается, девочка задохнулась, когда её мать заснула, обняв её. Дана понимает, что не может отличить реальность от галлюцинаций, когда осознаёт, что убийство Бена и его труп ей лишь пригрезились. Дэвид обещает, что они вернутся в Бруклин, и Дана поправится. Перед отъездом Дэвид снимает дверь с комнаты «разочарований», а Дана забирает одну из фигурок Лоры. Когда они уезжают, Дана видит судью Блэкера, смотрящего на них из окна.

## В ролях
| Актёр             | Роль                |
| ----------------- | ------------------- |
| Кейт Бекинсейл    | Дана Бэрроу         |
| Мел Райдо         | Дэвид Бэрроу        |
| Джеральд Макрейни | судья Эрнест Блэкер |
| Лукас Тилл        | Бен Филипс мл.      |
| Дункан Джойнер    | Лукас Бэрроу        |
| Майкл Ландес      | Тедди               |
| Микаэла Конлин    | Джулс               |
| Селия Уэстон      | Марти Морринсон     |
| Элла Джонс        | Лора Блэкер         |
| Марсия Дерусс     | Джудит              |
| Джоэли Фишер      | доктор Ашер         |
| Дженнифер Ли Манн | миссис Блэкер       |

## Производство
Съёмки фильма начались 8 сентября 2014 года в Гринсборо, штат Северная Каролина. Основным местом съёмок стало поместье Адамсли в стиле английского Тюдора, построенное в 1930 году по проекту Лютера Лэшмита и расположенное в Sedgefield Country Club неподалёку от Гринсборо.

## Релиз
Первоначально выход фильма был запланирован на 25 марта 2016 года. Однако, после того как дистрибьютер Relativity Media вышел из процедуры банкротства, было решено сначала выпустить другой фильм, из-за чего релиз был отложен.
Когда Relativity Media представила обновлённый график релизов, фильм «Комната разочарований» был перенесён на 18 ноября 2016 года. Однако, благодаря поддержке Rogue Pictures, фильм всё же вышел на экраны раньше — 9 сентября 2016 года. Rogue Pictures также планировала выпустить фильм на видео по запросу (VOD), но в итоге от этой идеи отказались. В России премьера состоялась 9 декабря 2016 года.
19 апреля 2017 года фильм стал доступен на Netflix.

#### Кассовые сборы
В США фильм вышел в прокат 9 сентября 2016 года, одновременно с картинами «Чудо на Гудзоне», «Все тайное становится явным» и «Робинзон Крузо: Очень обитаемый остров». По предварительным прогнозам, в первый уикенд фильм должен был собрать от 1 до 2 миллионов долларов в 1554 кинотеатрах. В итоге «Комната разочарований» заработала 1,4 миллиона долларов, заняв 17-е место по кассовым сборам. Во вторую неделю фильм, всё ещё показываемый в тех же 1554 кинотеатрах, собрал лишь 377 322 доллара и опустился на 24-е место.
На третьей неделе «Комнату разочарований» сняли с проката почти во всех кинотеатрах, оставив лишь в 36 (снижение на 97,4 %), установив рекорд по проценту потерь кинотеатров на третьей неделе, превзойдя предыдущий показатель в 97,2 %, который был установлен фильмом «Джильи». К четвёртой неделе фильм демонстрировался лишь в десяти кинотеатрах, собрав всего 3749 долларов.
В общем к концу проката фильм собрал 5 745 040 долларов США при бюджете в 15 млн долларов.

## Критика
На сайте Rotten Tomatoes у фильма рейтинг 0 % на основе 27 рецензий, а консенсус критиков звучит так: «„Комната разочарований“ полностью оправдывает своё название, представляя собой лишённый напряжения триллер, оставивший звёзд с чувством сожаления — и стремящийся вызвать такое же чувство у зрителей». На Metacritic у фильма оценка 31 из 100 на основе 7 рецензий, что указывает на «в целом неблагоприятные отзывы». Зрители, опрошенные CinemaScore, дали фильму среднюю оценку «D» по шкале от A+ до F.
Джо Лейдон из Variety написал: «Несмотря на все старания Кейт Бекинсейл, триллер Д. Дж. Карузо полностью оправдывает своё название». Лейдон отметил, что фильм начинается многообещающе, но «теряет контроль» примерно на двух третях, при этом похвалив операторскую работу и игру Бекинсейл.
Стивен Фарбер из The Hollywood Reporter раскритиковал фильм за отсутствие оригинальности, заявив: «В сценарии просто нет ничего свежего, что оправдало бы ещё одно путешествие по тёмному старому дому».